# Gayle Lynds
Gayle Lynds (vormals Gayle Hallenbeck Stone; * 1950 in Omaha, Nebraska) ist eine US-amerikanische Autorin. Sie schrieb vor allem Thriller und Romane. Unter dem Pseudonym G. H. Stone schrieb sie einige Bände für die Jugendkrimiserie Die drei ???.

## Leben und Leistungen
Gayle Lynds wuchs in Council Bluffs, Iowa auf. Auf der Universität von Iowa studierte sie Journalismus. Nach dem Abschluss arbeitete sie als Journalistin. Als Reporterin arbeitete sie für die Arizona Republik in Phoenix (Arizona). Dann arbeitete Lynds einige Jahre lang für den US-amerikanischen Geheimdienst. Schließlich begann sie ihre Autorenkarriere. Ihre preisgekrönten Spionagebestseller sind in zwanzig Sprachen übersetzt. Gayle Lynds war seit 1986 bis zu seinem Tod im Jahre 2005 mit Dennis Lynds verheiratet. Zusammen lebten sie in Santa Barbara, Kalifornien.

## Veröffentlichungen
- 1996: Maskerade (Masquerade)
- 1998: Mosaik (Mosaic)
- 2000: Der Hades-Faktor (The Hades Factor)
- 2001: Das Herz des Bösen (Mesmerized)
- 2002: Die Paris-Option (The Paris Option)
- 2003: Der Altman-Code (The Altman-Code)
- 2004: Der Nautilus-Plan (The Coil)
- 2006: Spymaster (The Last Spymaster)
- 2011: Das Buch des Verrats (The Book of Spies)
- 2015: Kartell der Angst (The Assassins)

### Als G. H. Stone
- 1989: Die drei ??? und die gefährlichen Fässer (Rough Stuff)
- 1989: Die drei ??? und die Musikpiraten (Reel Trouble)
- 1990: Die drei ??? – Angriff der Computer-Viren (Fatal Error)
- 2011: Die drei ??? – Unter Hochspannung (High Strung) (nach Einstellung der Serie in den USA zunächst unveröffentlicht)